# Lapsia ja aikuisia
Lapsia ja aikuisia é um filme de drama finlandês de 2004 dirigido e escrito por Aleksi Salmenperä. Foi selecionado como representante da Finlândia à edição do Oscar 2005, organizada pela Academia de Artes e Ciências Cinematográficas.

## Elenco
- Kari-Pekka Toivonen
- Minna Haapkylä
- Minttu Mustakallio
- Tommi Eronen
- Pekka Strang
- Dick Idman